# Киберсквоттинг
Киберскво́ттинг (англ. cybersquatting) — регистрация доменных имён, содержащих торговый знак, фирменное наименование или коммерческое обозначение, принадлежащие другому лицу, с целью их дальнейшей перепродажи или недобросовестного использования. Люди, практикующие такие действия, называются киберскво́ттерами.
Название произошло от слова «сквоттинг», означающего самовольное поселение.
В СМИ часто путают киберсквоттинг с домейнингом (регистрация доменных имён, не нарушающих ничьи права, с целью дальнейшей перепродажи).

## Виды киберсквоттинга
Можно выделить следующие виды занятий, обычно объединяемых термином «киберсквоттинг» или «захват доменов».
- Тайпсквоттинг — регистрация доменных имён, близких по написанию с адресами популярных сайтов, в расчёте на ошибку части пользователей. Например, «wwwsite.example» в расчёте на пользователя, который хотел попасть на «www.site.example». При близости к очень популярным доменам тайпсквоттер может собрать на своём сайте некоторый процент «промахнувшихся» посетителей и за счёт показа рекламы заработать денег.
- Брендовый киберсквоттинг — регистрация доменных имён, содержащих товарные знаки, фирменные наименования, популярные имена собственные, то есть средства индивидуализации, охраняемые законом, а также регистрация «на перспективу», например, создатель фильма «ABC» регистрирует сайт «ABC.example», а киберсквоттер, с надеждой, что выйдет продолжение фильма, постарается сразу зарегистрировать на себя «ABC2.example», «ABC3.example», «ABC4.example» и т. д. При этом у киберсквоттера есть риск лишиться домена и подвергнуться ответственности, однако законные владельцы товарных знаков скорее всего предпочтут не судиться (к тому же, зачастую процесс судебного разбирательства затягивается на месяцы), а выкупить захваченные домены, и цель киберсквотера будет достигнута — он заработает на этом деньги.
- Защитный киберсквоттинг — когда легальный владелец сайта (товарного знака) регистрирует все доменные имена, близкие, созвучные, похожие, связанные по смыслу с его собственным доменным именем. Делается для того, чтобы не стать жертвой киберсквоттеров. Например, владелец популярного сайта «www.firma.example» может захотеть также зарегистрировать домены «firma-msk.example» и «firma-spb.example», чтобы перенаправлять с них посетителей на свой основной сайт, а также «anti-firma.example», чтобы недоброжелатели не смогли использовать его.
- Обратный киберсквоттинг[1] похож на рейдерство.  По закону владелец зарегистрированного торгового знака в общем случае имеет право запретить использование иными лицами аналогичного доменного имени. Этим пользуются некоторые нечистые на руку киберсквоттеры, находя популярный сайт, не имеющий соответствующего зарегистрированного товарного знака, регистрируют такой знак на себя и предъявляют иск к владельцу сайта. Иногда владельцы идут на сделку с киберсквоттером, чтобы откупить у него торговый знак.
- Аукционный киберсквоттинг  На таких условных аукционах идёт перепродажа перспективных доменов среди самих киберсквоттеров.

Бывают случаи, когда доменное имя захватывают с целью шантажа или вымогательства. Киберсквоттер угрожает разместить на захваченном домене сайт с негативной информацией или выдавать этот сайт за принадлежащее правомерному владельцу средство индивидуализации. Впрочем, этот вид киберсквоттинга отличается повышенным риском уголовного преследования и применяется редко.

## Принципы действия киберсквоттеров
Киберсквоттер не может позволить себе регистрировать в качестве доменного имени все сколько-нибудь осмысленные сочетания символов. Ему надо выбирать наиболее перспективные. Чтобы предсказать, какие слова станут популярными в будущем, есть несколько методов.
Киберсквоттеры стараются получить доступ к статистике поисковых запросов популярных поисковых систем. Когда в статистике появляются новые слова и сочетания либо отмечается неожиданный рост частоты каких-то слов сверх обычного, - это верный признак, что очень скоро слово может появиться в популярных доменных зонах, прежде всего, com. Практика подсказывает, что имя, появившееся в com, с большой вероятностью скоро потребуется и в других зонах.
Иногда киберсквоттеры пытаются предугадать названия будущих компаний, которые возникают после корпоративных слияний, чтобы заранее скупить будущее доменное имя объединённой компании. Например, если существует компания Exxon и компания Mobil, а в прессе появились сообщения о том, что между ними идут переговоры о возможном слиянии в одну компанию, то сквоттер может предположить, что новым названием объединённой компании будет Exxon and Mobil, Mobil and Exxon, ExxonMobil, Exxon-Mobil, MobilExxon или Mobil-Exxon. Опытный сквоттер пытается заранее скупить все эти доменные сочетания, надеясь на то, что новым названием корпоративного сайта будет одно из этих сочетаний в домене com. Контроль над этими доменными именами позволяет сквоттеру потребовать большой суммы денег от этой новой компании, если она будет нуждаться в новом доменном имени. Поэтому корпоративные сквоттеры проводят много времени, изучая экономические тенденции, возможные стратегии тех или иных фирм и компаний, текущую конъюнктуру рынка и т. п.
В последнее время отмечаются случаи, когда киберсквоттеры продают домены не конечным потребителям, а друг другу. Это говорит о развитости рынка доменных имён. Домены постепенно превращаются из чисто потребительского товара в средство инвестирования.

## Захват доменов и торговые знаки
Согласно российскому законодательству, товарный знак имеет приоритет перед доменным именем, то есть владелец товарного знака может запретить использование своего знака в доменном имени. Фактически это означает возможность отобрать домен у киберсквоттера (см. п. 1 ст. 1229, пп. 2, 3 ст. 1484 ГК РФ).
С проблемой киберсквоттинга столкнулась и кириллическая зона .рф, с чем было связано немало скандалов.
Крупнейший российский регистратор RU-Center и ещё 5 регистраторов были обвинены в киберсквоттерстве. Утверждалось, что шесть компаний, занимающихся регистрацией доменов в кириллической зоне .РФ, проводили среди пользователей аукционы на право регистрации доменного имени, а также массово регистрировали домены на себя. 1 ноября 2011 года Арбитражный суд Москвы отменил решение ФАС, которая летом 2011 года признала RU-CENTER виновной в нарушении законодательства о защите конкуренции при старте регистрации доменов .рф.